# Lanark (Schotland)
Lanark is een stadje in South Lanarkshire, Schotland. Het was de hoofdplaats van het vroegere graafschap Lanarkshire.  Lanark telt 8.880 inwoners. 

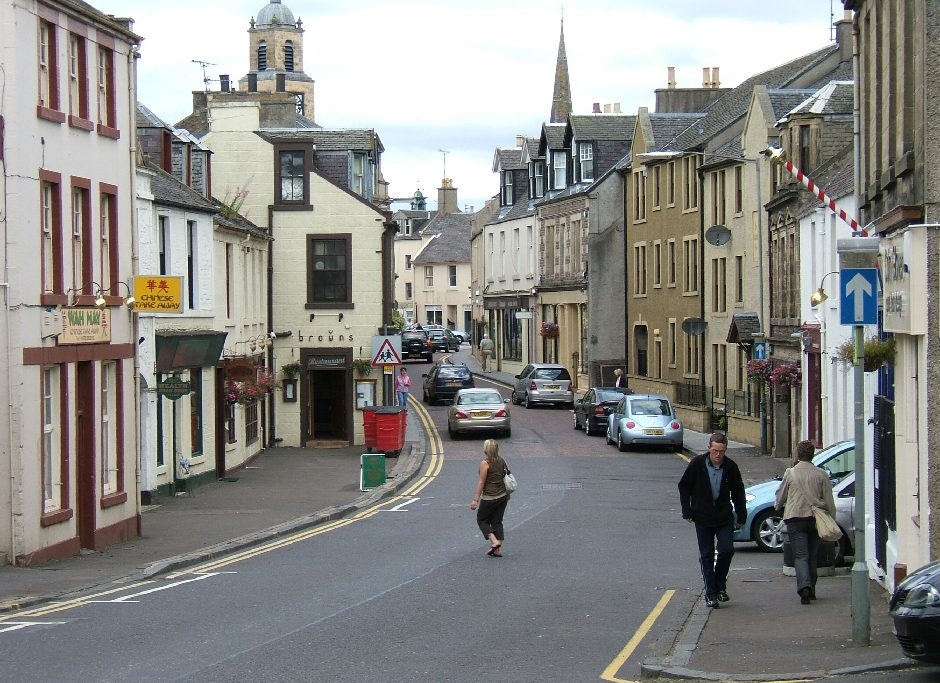
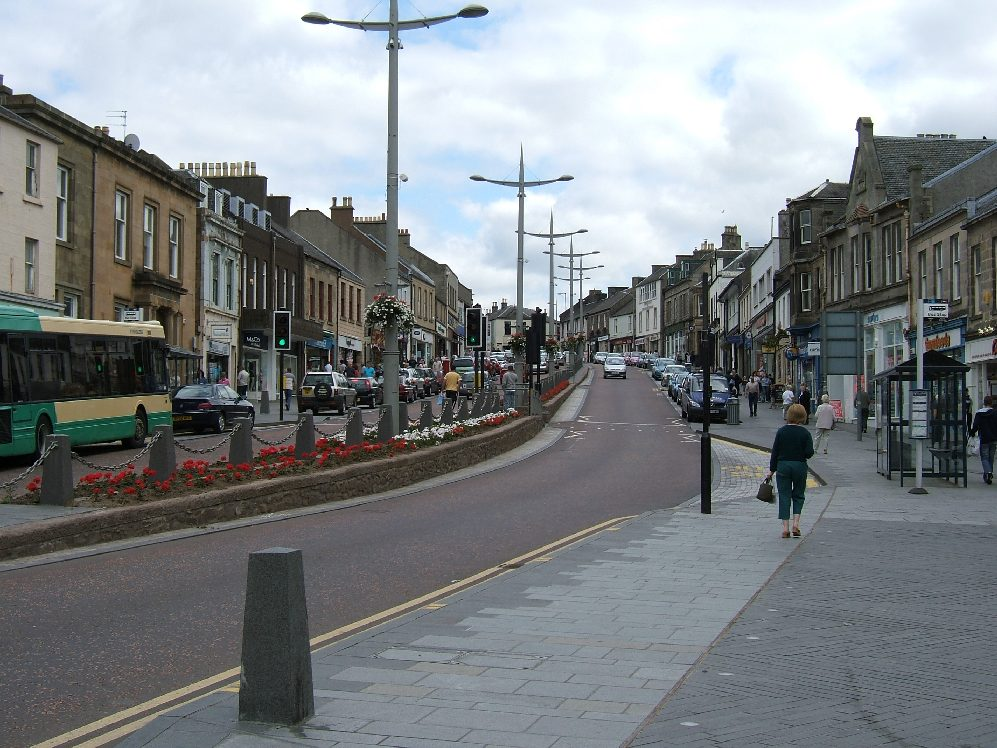
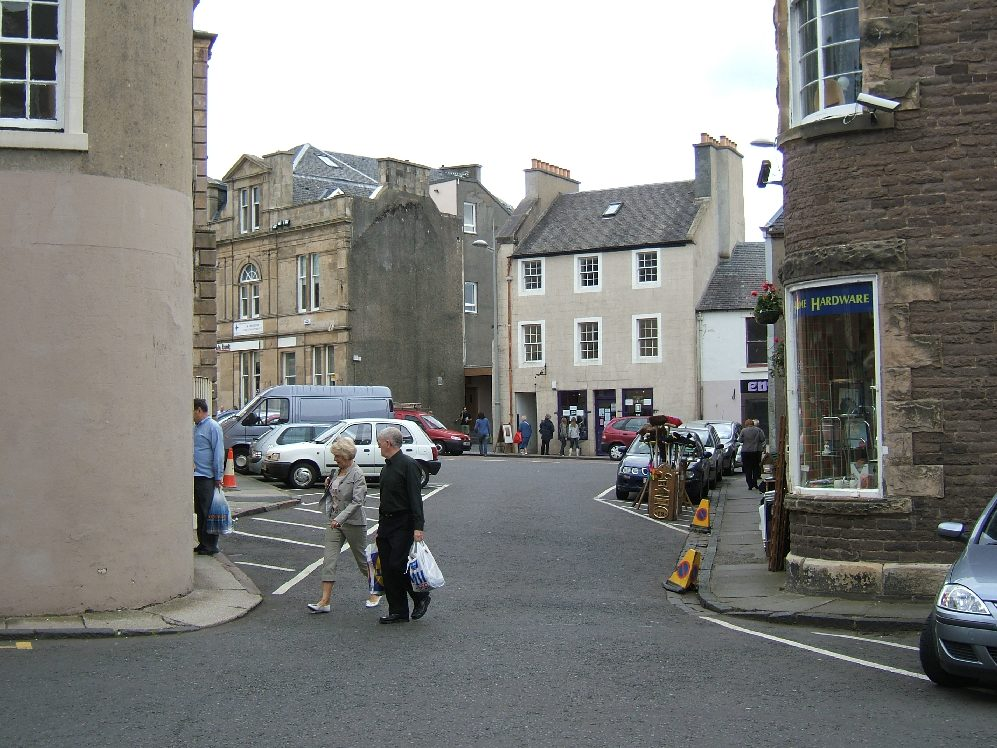

## Geboren
- William Smellie (1697-1763), gynaecoloog
- Jimmy McRae (1943), rallyrijder
- Walter Smith (1948-2021), voetballer en voetbaltrainer
- Colin McRae (1968-2007), rallyrijder
- Alister McRae (1970), rallyrijder